# Aechmea polyantha
Az Aechmea polyantha az egyszikűek (Liliopsida) osztályának perjevirágúak (Poales) rendjébe, ezen belül a broméliafélék (Bromeliaceae) családjába tartozó faj.

## Előfordulása
Az Aechmea polyantha előfordulási területe Dél-Amerikában van. Brazília északi felén és Francia Guyanában őshonos.

## Megjelenése
Epifiton növényfaj, melynek narancssárgás-vörös virágzata és hosszú, sötétzöld levelei vannak. A levelek alálógnak és szélükön apró tüskék ülnek.